# Weyer (Baixo Reno)
Weyer é uma comuna francesa na região administrativa de Grande Leste, no departamento Baixo Reno. Estende-se por uma área de 11,54 km². Em 2010 a comuna tinha 582 habitantes (densidade: 50,4 hab./km²).